# Mayerling (část Allandu)

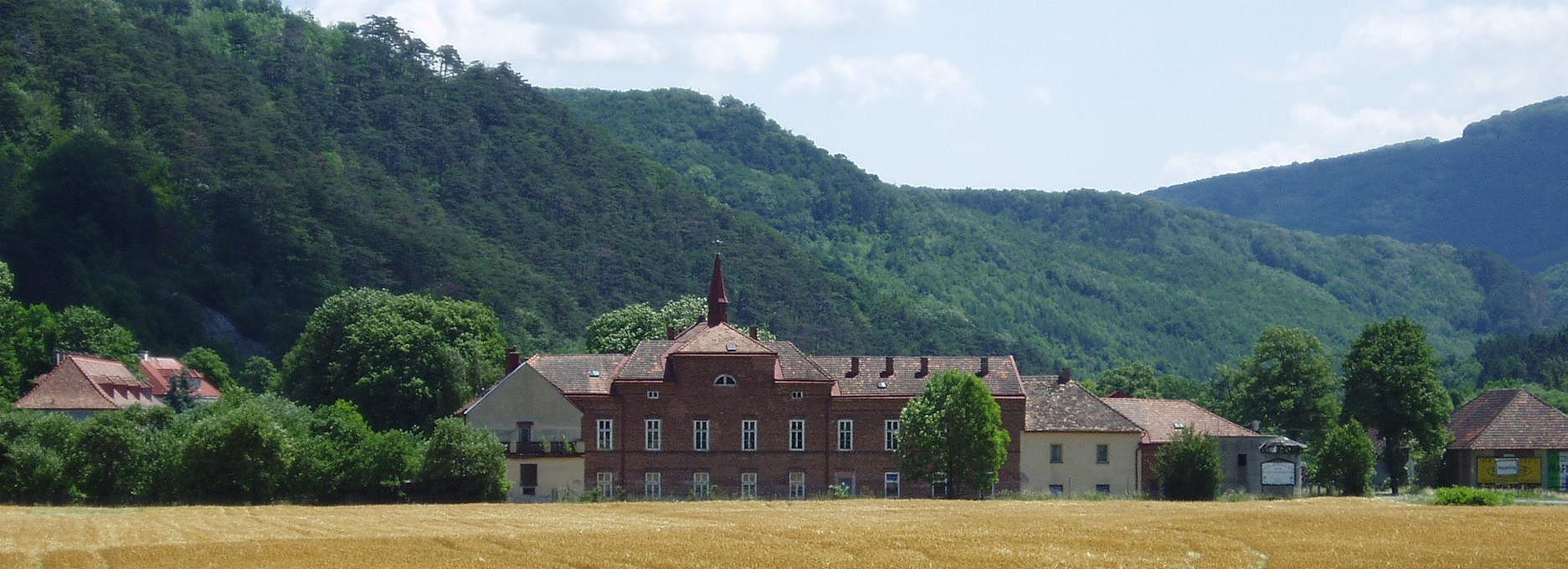
Mayerling

Osada Mayerling je katastrální území městysu Alland v okrese Baden v rakouské spolkové zemi Dolní Rakousy.
Osada sestává ze zámku Mayerling, kláštera karmelitánů a kláštera františkánek, dvou kostelů, třech hostinců a několika jednotlivých domů. Místo se stalo světoznámým tragédií korunního prince Rudolfa Habsburského a cílem turistických cest. Na zámku v Mayerlingu zastřelil korunní princ Rudolf (1858–1889) dne 30. ledna 1889 nejprve svou milenku Mary Vetserovou (1871–1889) a nakonec spáchal sebevraždu.

## Historie
- Alland a
- Mayerling (zámek)